# 邱顯智
邱顯智（1976年4月29日—），人權律師、社會運動者、時代力量黨籍政治人物，現為時代力量新竹黨部主任委員、雪谷南榕法律事務所律師，曾任中華民國第10屆立法委員、時代力量黨主席、時代力量立法院黨團總召集人。
生於臺灣嘉義縣竹崎鄉，嘉義高中畢業，取得國立臺北大學法學士、法學碩士，也為德國海德堡大學法學碩士、博士候選人。
2011年邱顯智自德國海德堡返台後與身為新竹人的妻子黃琬婷定居於新竹市，並於新竹、台中兩地律師事務所執業。期間開始參與司法改革運動，從事如鄭性澤案等冤案救援。2012年年底，邱顯智號召組成義務律師團，聲援全國關廠工人連線抗爭事件，後續亦以律師身份積極參與如洪仲丘案、大埔丟鞋案、苑裡反瘋車案、梨山老農案等案件之義務辯護行動。同時邱顯智也是2014年太陽花學運義務辯護律師團之一。
2015年，邱顯智與其他創黨成員創立政黨時代力量，隨後並宣佈參選2016年第九屆新竹市立委，競爭對手包括國民黨籍候選人鄭正鈐、民進黨籍候選人柯建銘、親民黨籍候選人歐崇敬，其後落選。2019年2月，以最高票762票、得票率65.3%之姿當選時代力量決策委員。2019年2月15日，決策委員一致同意當選時代力量黨主席。而後於8月中自行請辭。2020年1月11日，邱列時代力量全國不分區立法委員第2位，該黨政黨票獲109.8萬票，得票率達7.7549%，順利當選。2020年8月1日，因時代力量黨主席徐永明涉嫌收賄介入SOGO經營權之爭。時代力量決策委員晚間召開臨時決策委員會，會中決議即日起停止徐永明及副秘書長林鈺傑的職務，並推選時代力量黨團總召邱顯智為代理黨主席。

## 早期生活

### 家庭背景
邱顯智出生於嘉義縣竹崎鄉的金獅村，父親為嘉義農專（現國立嘉義大學）老師，母親為電子廠女工。邱顯智從小在農村環境成長，他的父親經常在颱風天帶著學校所擁有的先進收割機，幫助農民收割作物；在這些經歷下，他有了「擁有專業知識的人，應該要去幫助比較辛苦的人」的想法。

### 就學經歷
後來邱顯智就讀嘉義高中，原選擇第三類組，志願攻讀醫學領域，但因為他在求學過程中，對文史科目產生興趣；且因1990年代初期臺灣政治局勢變遷劇烈而開始關注臺灣政治局勢，發現許多臺灣重要政治運動者皆具備法律背景，所以萌生轉換跑道的念頭。在1992年立委選舉期間，嘉義市中央公園噴水池常有許多黨外人士進行演講，有一次李鴻禧到嘉義市中央公園噴水池演講，邱顯智還特別踩著腳踏車去聽 ，使其留下深刻印象。

## 社會生涯

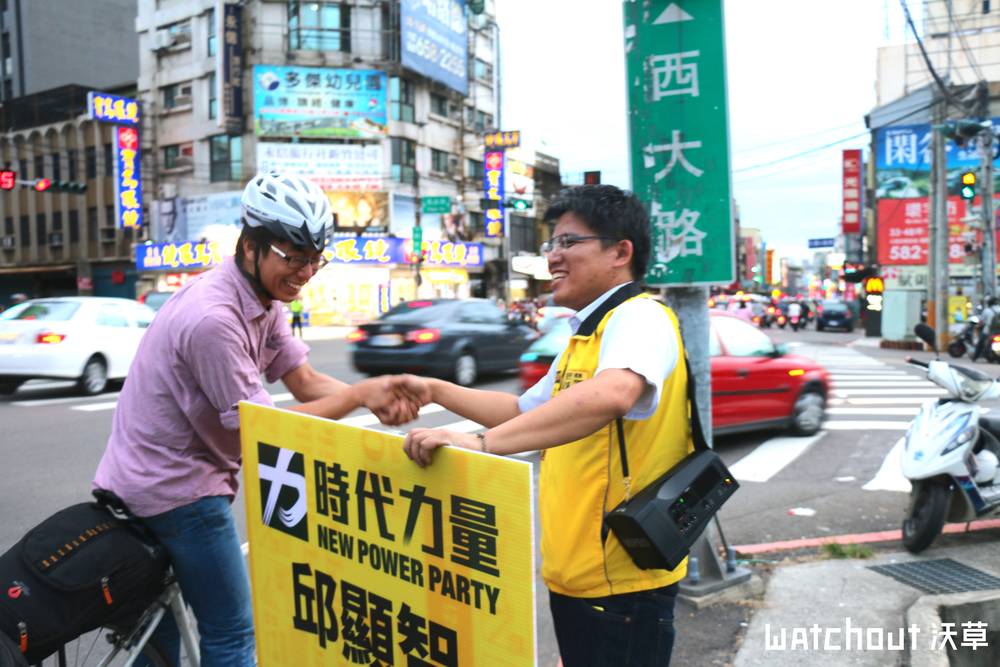
參選2016年新竹市立委的邱顯智

### 參與司法改革與社運義務辯護

#### 從事冤錯案救援
邱顯智自德國留學返台後，受到蘇建和案辯護律師羅秉成律師的影響，投身司法改革運動，陸續參與廢死聯盟、冤獄平反協會，曾經擔任過鄭性澤、劉炎國、沈鴻霖等死刑犯之辯護律師，但邱顯智同時也是犯罪被害人保護協會臺灣臺中分會的義務律師，面對社會上對死刑存廢的爭議，邱顯智認為「犯罪被害人保護」與「廢除死刑」被錯誤地對立起來，但其實兩者都是人權運動的一環，精神應是一致的，律師的職責不在於探究真相，而在於阻止國家刑罰權的過度擴張。

#### 參與洪仲丘案委任律師團，推動軍法改革
2003年邱顯智在台南監獄服軍法預官，並在此時期接觸對他日後參與冤獄救援、軍法改革有重大影響的「王瑞豐案」。由於身為現役軍人而遭到軍法審判誤判的王瑞豐是邱顯智接觸的第一起冤錯案，他在擔任監獄官時期曾試圖協助王瑞豐平反，雖然沒有成功，但最終幫助王瑞豐在服刑滿兩年半後獲得假釋。邱顯智在王瑞豐出獄後，更針對此案提請大法官釋憲，此案也成為邱顯智日後參與廢除軍審法改革的動機之一。
2013年7月爆發洪仲丘事件後，邱顯智成為洪案委任律師團之一，追究此事件中軍方包庇軍官凌虐下屬、隱匿證據等情事，並推動廢除軍審法，爭取軍審回歸司法審判。

#### 關廠工人案義務辯護律師
2012年年底，勞動部編列預算向關廠工人提起訴訟，追討原本應是國家代位求償的資遣費與退休金，引發一波勞工抗爭，甚至進行臥軌抗議而遭到起訴。邱顯智得知相關訊息後，主動號召五、六十位律師組成義務律師團協助勞工打官司，拜訪專家學者、舉辦公聽會。2014年3月7日台北高等行政法案判關廠工人勝訴，認定當年所謂的「借款」實為基於國家責任的補償，3月10日勞動部全面對工人徹告  。

#### 大埔丟鞋案、太陽花學運等社運義務辯護律師
2014年2月24日，陳為廷因大埔強拆案導致張森文自殺一事向苗栗縣長劉政鴻丟擲鞋子而被起訴，邱顯智擔任陳為廷等人義務辯護律師，主張此舉乃正當防衛，更多次爭取傳喚劉政鴻出庭。該案二審判決有罪免刑，鞋子發還陳為廷，邱顯智對此表示這在實務上相當罕見，有「為德不卒」之感。
2014年3月15日，邱顯智接任台灣人權促進會會長，三天之後即爆發318太陽花運動，邱顯智亦以台權會長身份參與立法院場外的活動、短講。運動退場後，邱顯智擔任陳為廷、黃燕茹等人的辯護律師。此外318太陽花運動參與者魏揚因在運動期間參與割藍委行動稱國民黨籍新竹市立委呂學樟為「縮頭烏龜」而遭呂學樟控告妨礙名譽，邱顯智亦擔任魏揚的義務辯護律師。

### 2016年立委選舉
2015年2月15日，邱顯智宣佈投入2016年第九屆立委選舉，代表時代力量在新竹市參選，獲得清華、交通大學多位學者的公開支持，此外太陽花學運參與者，同時也是邱顯智的當事人如陳為廷亦投入其競選團隊輔選  。在參選宣言中，邱顯智批評當前許多由人民選出的國會議員明顯失職，許多進步法案卡在國會，因此主張從根本的國會結構進行改革。2015年4月28日，邱顯智在新竹市228紀念公園正式舉行參選理念記者會，表示自己在擔任律師的過程中看到許多民代根本不在乎老百姓的死活，因此期許自己成為「成為無權無勢民眾的依靠」。後未當選。
政見
- 國會改革：告別王柯體制
- 改革朝野協商：根除密室協商，全部公開透明
- 反對黑箱、集權黨團協商，回歸委員會專業審查
- 修正幼兒教育及照顧法：遏止幼教商品化、推動社區化幼教、保障幼教勞動者權益、全面實施新課綱，以六大幼兒基本能力為教學架構及目標，教材依在地特色自由訂定[26]邱顯智參選以來，公開發表的政見主要聚焦在國會改革上，尤其聚焦在朝野黨團協商。2015年5月，民進黨初步確定提名柯建銘為立委參選人，面對是否進行在野整合的問題，邱顯智公開表示由於自己與柯建銘在黨團協商上有價值上的歧見，他主張代議政治應該是政黨在國會辯論後做出決策，而非訴諸於黨團協商，因此不會與柯建銘整合。[27]

邱顯智與柯建銘多次針對黨團協商議題展開交鋒，例如：柯建銘辦公室主任何珮珊便曾經撰文反駁邱顯智對朝野協商的批評，指出「朝野協商不是魔鬼交易」。2015年6月28日，邱顯智在時代力量政見發表會上提出「告別王柯體制，廢除黨團協商」的主張，批評黨團協商掏空了國會辯論精神，認為過去黨團協商之所以可以擋下一些爭議法案，是高度仰賴立法院長王金平的裁量權、而非制度的完善。
7月18日，柯建銘公開回應邱顯智對黨團協商的質疑，指出「要參選的人，對立院遊戲規則，應該徹底了解」，表示如果不靠協商，事事依靠表決，馬政府的所有政策都可能被強行通過。邱顯智則以「柯總召，這就是你的遊戲規則？」一文回應，以會計法修法爭議為例，質疑朝野兩黨以草率倉促的密室協商替顏清標以公款喝花酒一案開罪，而至今該場協商的會議仍然沒有公佈。
邱顯智並再次抨擊「王柯體制」，強調「黨團協商能夠保護少數黨」是個迷思，它雖然能起到拖延效果，但它的關鍵原因也不在黨團協商本身，而是在於王金平、柯建銘十幾年來「未有協商成果，不強行表決」的默契。這個制度是建立在一個高度人治的國會文化上，任何期待改革的進步勢力都不會同意這樣的「遊戲規則」。
新竹市整合爭議
由於新竹市是2016年立委選舉時代力量與民進黨少數未達成整合共識的選區，因此自從邱顯智宣佈參選以來，是否與民進黨在新竹市整合始終是關鍵問題，邱顯智自己也在受訪中表示民進黨動員了許多人脈希望「勸退」他。
時代力量與民進黨也進行過多次的黨對黨協商，針對淡水選區、新竹選區進行協調，雖然兩黨在淡水區達成比民調的共識，但新竹區則始終未能有共識。8月12日，柯建銘在民進黨選舉對策委員會上表達不滿：柯建銘質疑何以民進黨在許多選區禮讓時代力量，卻遲遲無法在新竹市達成整合共識，無法把新竹市「換回來」；柯建銘甚至怒斥，民進黨選對會把他當成「潘仔（傻瓜）」（台語：盼仔 phàn-á）。
9月9日民進黨中執會中，有多位民進黨中執委對邱顯智不斷批判柯建銘與黨團協商感到不滿；民進黨主席蔡英文除了強調柯建銘很重要、必需讓他當選，更呼籲中執委「有時間多去輔選，大家都去」 。
面對民進黨要求整合的壓力，邱顯智競選總幹事陳為廷表示，如果民進黨有誠意來整合，民進黨應該要用民調來說明，而不是想逼退邱顯智。2015年9月16日，邱顯智與時代力量黨主席黃國昌等人舉行記者會，會中公開向柯建銘邀請針對價值與政策上的歧異進行辯論，並指出唯有透過辯論釐清雙方差異才可以有討論整合的空間。黃國昌指出，邱顯智是新竹市最早表態參選的候選人，以此駁斥「攪局」的說法。面對邱顯智提出公開辯論的要求，柯建銘批評這只是邱顯智炒高自己行情的作法，此外並未多做回應；蔡英文則表示，要不要辯論，尊重各別候選人的意見。

### 2024年立委選舉
2023年5月24日，時代力量宣布提名邱顯智參選新竹市區域立委，此為邱第二次競選新竹立委。
最終選舉結果，邱顯智得票數33,023、得票率12.64%，排名新竹市選區第4名且並未當選。

## 立委生涯及主張

### 列入不分區立法委員
2019年11月12日，時代力量公布不分區立委名單，邱顯智被列入時代力量全國不分區立法委員第2名，後順利當選。

### 正副院長投票取態
時代力量立法院黨團總召邱顯智表示因民主進步黨的游錫堃承諾支持時代力量的「國會改革」主張，因此黨團決議支持游錫堃。至於副院長人選，3位時代力量立法委員則支持時代力量黨團幹事長王婉諭，邱顯智指出國外的國會經常有小黨國會議員擔任副院長的情況。

### 國土計畫法爭議
2020年2月21日，時代力量立法院黨團總召邱顯智對於行政院院會通過「國土計畫法」修正草案質疑：「到底有什麼建設這麼重大，非得架空國土計畫法？非要回到大埔案、灣寶、璞玉計畫的野蠻開發？」。2020年3月17日，時代力量三名立法委員、時代力量新竹市議員廖子齊與綠色消費者基金會、搶救大潭藻礁行動聯盟、台灣水資源保育聯盟等公民團體共同召開「反對國土計畫修惡，嚴格審議明定延期」記者會。時代力量立法院黨團指出為防止國土計畫法修惡，已經提出黨團版修法版本，重點包括要嚴格審議與明定期限，例如政府興辦國防、重大公共設施或公用事業計畫的性質與規模，必須明確以子法明定等，時代力量主張國土計畫「適時檢討變更」的內容和程序，無論是否可以簡化審查，都應受各該管國土計畫審議會審議通過，才能報請行政院或中央主管機關核定。邱顯智表示：「時代力量除了反對國土計畫法修惡，也會積極串聯台灣各地反對修惡的團體，一同拒絕國土破壞法。」。
2020年4月1日，立法院內政委員會審查行政院提出的「國土計畫法部分條文修正草案」，包含政院版、民主進步黨版、時代力量版、台灣民眾黨版及民主進步黨立委林淑芬版本，對於草案最具爭議的第15條授權政府在推動國家重大建設計畫時得檢討變更國土計畫，民進黨團表示經過行政立法會報，並與相關部會討論過的結論，民進黨團總召柯建銘表示，黨團將不會針對國土計畫法第15條提案，行政院亦表示會尊重立法院決定。

## 選舉紀錄
| 年度 | 選舉屆數             | 選舉區                                 | 所屬政黨 | 得票數    | 得票率 | 當選標記 | 備註 |
| ---- | -------------------- | -------------------------------------- | -------- | --------- | ------ | -------- | ---- |
| 2016 | 第九屆立法委員選舉   | 新竹市選舉區                           | 時代力量 | 36,309    | 16.55% |          |      |
| 2020 | 第十屆立法委員選舉   | 全國不分區及僑居國外國民立法委員選舉區 | 時代力量 | 1,098,100 | 7.76%  |          |      |
| 2024 | 第十一屆立法委員選舉 | 新竹市選舉區                           | 時代力量 | 33,023    | 12.64% |          |      |

## 演出

### 電影
| 年度   | 劇名         | 飾演   | 合作演員               | 導演   |
| ------ | ------------ | ------ | ---------------------- | ------ |
| 2016年 | 《進擊之路》 | 飾自己 | 曾威凱、李宣毅、劉繼蔚 | 蘇哲賢 |

## 著作
| 年份           | 書名                                   | 作者   | 出版社   | ISBN               |
| 2017年10月27日 | 《我袂放你一個人：律師，永遠的反抗者》 | 邱顯智 | 大塊文化 | ISBN 9789862137963 |

## 爭議

### 快篩試劑疑圖利自家人
邱顯智在疫情期間就居家快篩試劑議題，與時任衛福部長陳時中在國會中激烈交火，時代力量也發出新聞稿，要求指揮中心積極提出快篩結果通報機制。有網友發現，邱顯智前助理張秦纁正在販售快篩試劑，質疑其中有非法圖利。不過，張秦纁本人在臉書聲明表示，他公司引進的快篩劑從頭到尾都是僅供醫檢人員幫企業快篩的醫療產品，和邱顯智所說的居家快篩屬於不同產品。

### 當無殼蝸牛 妻女名下有賓士
邱顯智擔任黨主席期間，曾說：「我還是一個只能租屋，買不起房的黨主席」，對於年輕人居住問題的苦，感同身受。但據財產申報資料顯示，邱顯智名下確實無房產，但妻女名下卻有賓士車及近百萬存款及股票

### 重複提案、飆粗口
2023年1月6日，立法院長游錫堃邀集朝野協商總預算案。民進黨團總召柯建銘質疑，時代力量提上百條預算案卻都是相同內容，僅有內文提及之立委名不同，等於將一案分成一百案來討論。柯上前與邱顯智討論時發生口角，講到激動時一度要拿邱顯智的麥克風，引發邱顯智不滿而飆粗口。

### 違停遭檢舉
2023年8月30日，邱顯智遭網紅四叉貓揭露，四叉貓稱自己接到民眾爆料指邱顯智的座駕停在停車場的禁停區上，超過3個小時。邱顯智隨後在臉書發文致歉，並表示自己在跑行程中，違規停車他將親自至警局自首，以示警惕。

## 外部連結
- 邱顯智 （页面存档备份，存于）在Facebook的專頁
- YouTube上的邱顯智頻道

| 政党职务      | 政党职务                                          | 政党职务      |
| ------------- | ------------------------------------------------- | ------------- |
| 時代力量      |                                                   |               |
| 前任： 黃國昌 | 時代力量黨主席 第三任 2019年3月1日－2019年8月12日 | 繼任： 徐永明 |
| 前任： 徐永明 | 時代力量黨主席 代理 2020年8月1日－2020年8月5日    | 繼任： 高鈺婷 |